# Anticoreura circumlita
Anticoreura circumlita är en fjärilsart som beskrevs av Louis Beethoven Prout 1918. Anticoreura circumlita ingår i släktet Anticoreura och familjen tandspinnare. Inga underarter finns listade i Catalogue of Life.